# Maga Ercole
La Maga Ercole è una fabbrica produttrice di fisarmoniche e organetti con sede a Stradella.

## Storia
Fu fondata nel 1895 ed è una delle più antiche ditte produttrici di fisarmoniche ancora in attività. Ha partecipato a numerose manifestazioni ricevendo anche alcuni premi.